# Marcin Łossowski
Marcin Łossowski herbu Prus III (zm. w 1758 roku) – dziekan kapituły katedralnej lwowskiej w 1735 roku, kanonik kapituły katedralnej lwowskiej w 1725 roku.
Za młodu służył wojskowo.